# Gebirgseisenbahnen in Indien
Gebirgseisenbahnen in Indien ist eine von der UNESCO gelistete serielle, mehrere Komponenten umfassende Stätte des Weltkulturerbes in Indien. Die Welterbestätte umfasst drei Gebirgsbahnen in verschiedenen Teilen Indiens.

## Beschreibung
| Darjeeling Himalayan Railway |

| Kalka-Shimla Railway |

| Nilgiri Mountain Railway |

Bei den in das Welterbe aufgenommenen Gebirgsbahnen handelt es sich um die Darjeeling Himalayan Railway in Darjiling, die Kalka-Shimla Railway im Bundesstaat Himachal Pradesh (beide in den Ausläufern des Himalaya) und die Nilgiri Mountain Railway in den Nilgiribergen im südindischen Bundesstaat Tamil Nadu. Alle drei Eisenbahnen sind Schmalspurstrecken, die gegen Ende des 19. Jahrhunderts während der britischen Kolonialzeit angelegt wurden, um die zuvor nur mühsam zu erreichenden Bergorte zu erschließen.

## Eintragung
Die Darjeeling Himalayan Railway wurde bereits 1999 als herausragendes Beispiel für die Ingenieurskunst des späten 19. Jahrhunderts in die Liste des Weltkulturerbes aufgenommen. 2005 wurde die Welterbestätte um die Nilgiri Mountain Railway erweitert, 2008 folgte die Kalka-Shimla Railway.

## Umfang
Die Welterbestätte umfasst drei voneinander getrennte Areale. Diese haben insgesamt einen Schutzbereich von  88,99 ha und sind jeweils von Pufferzonen umgeben, die insgesamt eine Fläche von 644,88 ha haben.
| ID         | Bahnstrecke                  | Talstation   | Bergstation   | Gebirge       | Bundesstaat      | Bauzeit   | Schutzbereich | Pufferzone | Bild                                                  |
| ---------- | ---------------------------- | ------------ | ------------- | ------------- | ---------------- | --------- | ------------- | ---------- | ----------------------------------------------------- |
| 944ter-001 | Darjeeling Himalayan Railway | Shiliguri    | Darjeeling    | Himalaya      | Westbengalen     | 1879–1881 | 5,34 ha       | 70 ha      | Zug der Darjeeling Himalayan Railway bei Batasia Loop |
| 944ter-002 | Kalka-Shimla Railway         | Kalka        | Shimla        | Himalaya      | Himachal Pradesh | 1898–1903 | 4,59 ha       | 500 ha     | Zug der Kalka-Shimla Railway im Bahnhof Taradevi      |
| 944ter-003 | Nilgiri Mountain Railway     | Mettupalayam | Udagamandalam | Nilgiri-Berge | Tamil Nadu       | 1891–1908 | 79,06 ha      | 74,88 ha   | Zug der Nilgiri Mountain Railway                      |

## Geplante Erweiterung
Seit 2014 stehen zwei weitere Gebirgseisenbahnen als Vorschlag zur Erweiterung der Welterbestätte auf der Tentativliste Indiens:
| Bahnstrecke           | Talstation | Bergstation    | Gebirge   | Bundesstaat               | Bauzeit   | Bild                          |
| --------------------- | ---------- | -------------- | --------- | ------------------------- | --------- | ----------------------------- |
| Kangra Valley Railway | Pathankot  | Joginder Nagar | Himalaya  | Punjab / Himachal Pradesh | 1926–1928 | Zug der Kangra Valley Railway |
| Matheran Hill Railway | Neral      | Matheran       | Westghats | Maharashtra               | 1904–1907 | Zug der Matheran Hill Railway |